# Замка, Джордж Дейвид
Джордж Де́йвид За́мка (англ. George David 'Zambo' Zamka; род. 29 июня 1962, Джерси-Сити, Нью-Джерси) — астронавт НАСА. Совершил два космических полёта на шаттлах: STS-120 (2007, «Дискавери») и STS-130 (2010, «Индевор»), полковник КМП США.

## Личные данные и образование
Джордж Замка родился 29 июня 1962 года в городе Джерси-Сити, штат Нью-Джерси, но своими родным считает город Рочестер, Мичиган, где в 1980 году окончил среднюю школу. В 1984 году получил степень бакалавра в области математики в Военно-морской Академии США, в городе Аннаполис, штат Мэриленд. В 1997 году получил степень магистра наук в области систем управления во Флоридском технологическом институте.
Женат на Элизе П. Уолкер, она из города Раймонд, штат Миссисипи, у них один ребёнок. Его интересы: поднятие тяжестей, бег, езда на велосипеде, плавание и катание на лодках. Его мать, Софья Замка, проживает в городе Лейк-Мэри, штат Флорида. Его отец, Конрад Замка живёт в городе Индианаполис, штат Индиана.

## До НАСА
После окончания Военно-морской академии США в мае 1984 года, Замка был направлен в Корпус морской пехоты США. В декабре 1984 года поступил в Школу морской пехоты (базовый курс), затем был направлен в Военно-морской флот, на авиабазу в Эль-Торо, штат Калифорния. Замка побывал в Японии, Корее и на Филиппинах, с 1990 года стал летать на морском всепогодном истребителе F/A-18 Hornet. Замка совершил 66 боевых вылетов над оккупированной территорией Кувейта и Ирака во время операции «Буря в пустыне». В 1993 году был переведён на авиабазу в Кэмп-Пендлтон, штат Калифорния, затем служил на борту авианосца «USS Белло Вуд» в западной части Тихого океана. Он был направлен в Школу ВВС лётчиков-испытателей, которую окончил в декабре 1994 года. Замка был назначен тест-пилотом на F/A-18. Замка занимался разнообразными испытаниями самолёта F/A-18 Hornet: полёты с большим углом атаки, разнообразными грузами и системами оружия. С 1998 года работает сотрудником по техническому обслуживанию воздушных судов, развернутых на авиабазе «Ивакуни», Япония, здесь он узнал о приглашении в НАСА. Имеет налёт более 2 700 часов на более чем 30 различных типах самолётов.

## Подготовка к космическим полётам
Принимал участие в 16-м наборе астронавтов. В июне 1998 года был зачислен в отряд НАСА в составе семнадцатого набора, кандидатом в астронавты. С августа 1998 года стал проходить обучение по курсу Общекосмической подготовки (ОКП). По окончании курса, в августе 1999 года получил квалификацию «пилот корабля» и назначение в Офис астронавтов НАСА.

## Полёты в космос
- Первый полёт — STS-120[3], шаттл «Дискавери». C 23 октября по 7 ноября 2007 года в качестве «пилота корабля». В этом полёте Памела Мелрой — вторая женщина-командир шаттла. Доставка и монтаж изготовленного в Италии соединительного модуля «Гармония». Модуль «Гармония», также как и модули «Юнити» и «Node 3», является соединительным узлом между исследовательскими, жилыми, шлюзовыми и функциональными модулями МКС. Модуль «Гармония» служит связующим звеном между американской лабораторией «Дестини», европейским исследовательским модулем «Колумбус» и японским исследовательским модулем «Кибо». «Колумбус» доставлен на орбиту в феврале 2008 года на шаттле «Атлантис» STS-122, «Кибо» планируется доставить в марте 2008 года на шаттле «Индевор» STS-123. На модуле «Гармония» будет установлен стыковочный модуль для американских шаттлов и стыковочный модуль для японских грузовых кораблей HTV. К модулю «Гармония» будут также пристыковываться многофункциональные грузовые модули. Продолжительность полёта составила 15 суток 2 часа 23 минуты[4].

- Второй полёт — STS-130[5], шаттл «Индевор». C 8 по 22 февраля 2010 года в качестве «командира корабля». Доставка и установка на МКС модуля «Транквилити» («Спокойствие») и модуля «Купол». Модуль «Транквилити» — последний американский модуль МКС. В модуле «Транквилити» размещаются системы жизнеобеспечения экипажа, туалеты и тренажёры. Изготовленный в Италии модуль «Купол» пристыкован к модулю «Транквилити». С помощью лазерного сканера и высокоразрешающей камеры, установленных на удлинителе робота-манипулятора шаттла, астронавты провели обследование теплозащитного покрытия днища и кромок крыльев шаттла. Роботом-манипулятором шаттла управляли Кэтрин Хэйр, Николас Патрик и Терри Виртс. После стыковки с МКС, Джордж Замка, Кэтрин Хайр и Стивен Робинсон, были заняты переноской доставленного на станцию оборудования и материалов. На пятом дне полёта Терри Виртс и Кэтрин Хайр, находясь в модуле «Дестини» управляли роботом-манипулятором станции, с помощью которого пятнадцати тонный «Транквилити» подняли (начало подъёма в 4 часа 5 минут) из грузового отсека шаттла и переместили к левому порту модуля «Юнити». В 5 часов 56 минут «Транквилити» был подведён к месту установки на модуле «Юнити», работа была завершена в 8 часов 5 минут. 13 февраля в 10 часов 30 минут Терри Виртс и Кэтрин Хайр отвечали на вопросы корреспондентов Ассошиэйтед Пресс, CBS News и Рейтер. Перед расстыковкой астронавты продолжали переносить из шаттла на станцию доставленные оборудование и материалы, в обратном направлении — результаты проводимых на станции экспериментов[6].

Общая продолжительность полётов в космос — 28 дней 20 часов 29 минуты.

## После полётов
В июне 2011 года перешёл на работу в Центр космических исследований имени Джонсона, в Хьюстоне, штат Техас.

## Награды и премии
Награждён: Медаль «За космический полёт» (2007 и 2010), Орден «Легион почёта», Крест лётных заслуг (США), Медаль «За похвальную службу» (США), Медаль похвальной службы (США), Воздушная медаль (США) 6 раз, Медаль «За выдающееся лидерство», Орден Заслуг перед Республикой Польша и многие другие.